# Mogarahalli, Shrirangapattana
Mogarahalli là một làng thuộc tehsil Shrirangapattana, huyện Mandya, bang Karnataka, Ấn Độ.